# Wendy Houvenaghel
Wendy Houvenaghel, född den 17 november 1974 i Magherafelt, Nordirland, är en brittisk tävlingscyklist som tog silver i bancyklingsförföljelsen vid olympiska sommarspelen 2008 i Peking.